# Eyüp
Eyüp és un districte de la ciutat d'Istanbul, Turquia, situat en la confluència dels rius Kağıthane i Alibey, en el naixement de la Corn d'Or. Històricament, Eyüp ha estat sempre una zona important, especialment per als musulmans de Turquia.

## Història
Encara que la regió es troba fora del recinte de les muralles de la ciutat, el principal nucli urbà és més antic que Istanbul, ja que els dos rius proporcionaven gran quantitat d'aigua dolça. Durant el període romà d'Orient es coneixia com a Cosmídion i hi havia una església posteriorment va esdevenir monestir (construït al turó que hi ha darrere de l'actual Mesquita d'Eyüp).
Durant molt temps, es va utilitzar com a lloc d'enterrament, a causa principalment de la seva ubicació fora de la ciutat d'Istanbul. Existeixen esglésies i cementiris cristians, així com un gran cementiri musulmà. El principal lloc sagrat musulmà atorga a la regió el nom i la popularitat.

### Mesquita i mausoleu d'Abu-Ayyub al-Ansarí

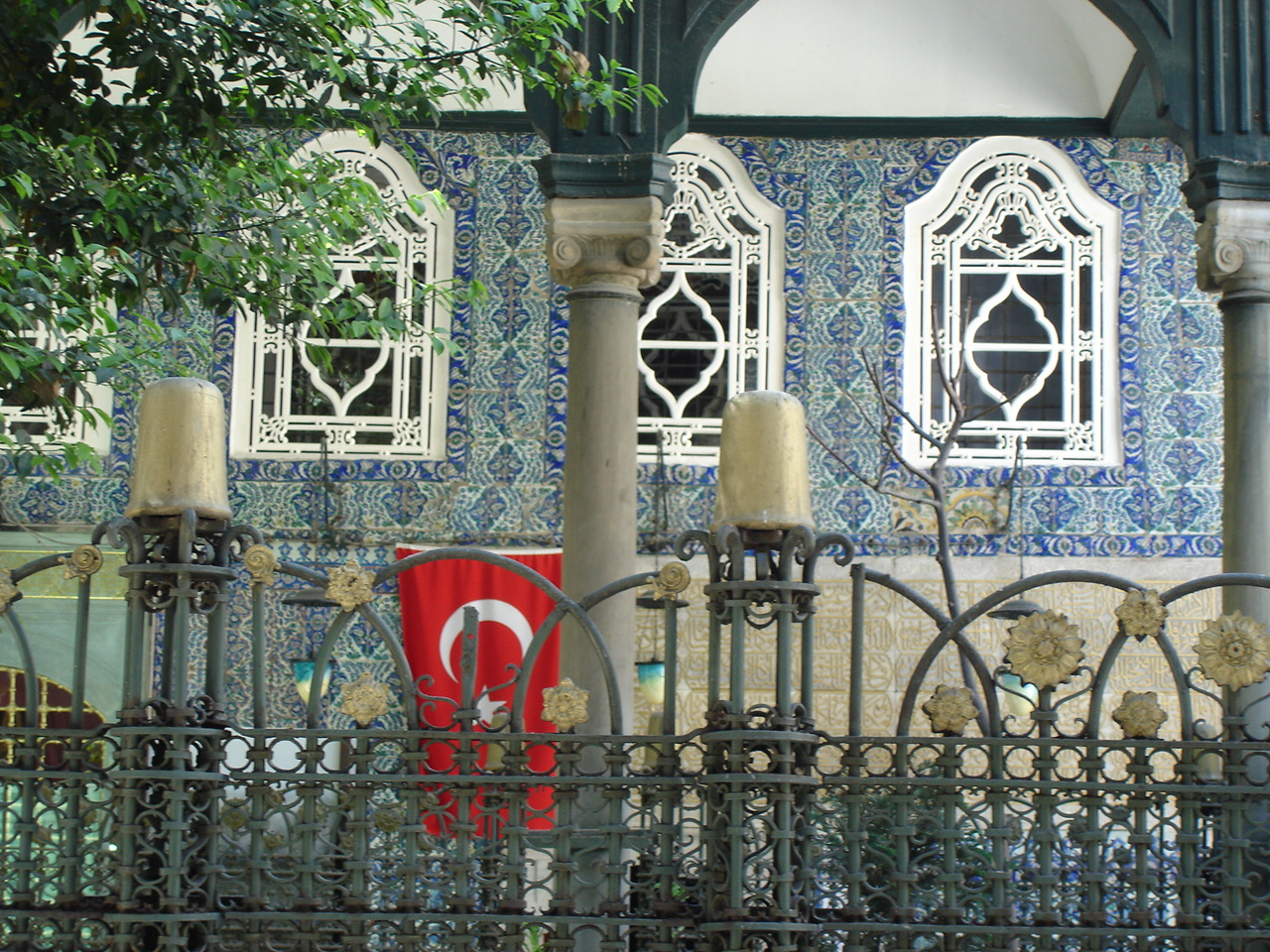
Vista interior del santuari d'Eyüp.

El nom Eyüp prové d'Abu-Ayyub al-Ansarí, company i adalil del profeta Mahoma. Va arribar a Constantinoble amb l'exèrcit àrab durant el primer intent de conquesta musulmana de la ciutat, on va morir i va ser enterrat. Set segles més tard, durant la Conquesta de Constantinoble, la tomba va ser descoberta pel xeic de Mehmet II.
Una vegada conquerida la ciutat, el sultà Mehmet va ordenar la construcció d'una tomba (türbe) al lloc on descansaven les restes d'Abu Ayyub i una mesquita en el seu honor. Es tracta de la primera gran mesquita que es va construir a Istanbul, i estava envoltada de les tradicionals fonts i l'escola.
Des d'aquest moment, Eyüp va esdevenir una espècie de lloc sagrat. La mesquita contenia una pedra en la qual es deia que hi havia l'empremta de Mahoma. Es van construir més mesquites, escoles i fonts; a més, a causa del desig de nombrosos funcionaris otomans de ser enterrats a prop de la tomba d'Abu Ayyub, el cementiri va esdevenir un dels més sol·licitats d'Istanbul.
La zona va créixer i, conseqüentment, es van construir nombroses edificacions sagrades de gran valor, on es podien trobar tekkes dervixs al costat de visitants turcs i estrangers.
Durant l'esplendor de l'Imperi Otomà, Eyüp va ser una de les zones urbanes més populars fora de les muralles de la ciutat.

### Eyüp durant la Revolució Industrial
Durant els segles Segle XVII i Segle XVIII, Istanbul va començar a créixer considerablement quan les comunitats turques que habitaven als Balcans i al Caucas van arribar a la ciutat. En aquest període, la zona d'Eyüp es va incorporar a la ciutat, perdent part del seu ambient espiritual quan es van construir fàbriques al llarg del Corn d'Or. La primera va ser una fàbrica de fesses per a l'exèrcit otomà. Avui en dia, la fàbrica (Feshane) és un centre d'exposicions pertanyent a l'ajuntament d'Istanbul.
D'altra banda, la indústria i l'augment de població, així com els visitants dels llocs sagrats, van fomentar el creixement de la zona comercial al voltant de la mesquita. Els carrers posteriors tenien mercats de peix i productes lactis, botigues, cafeteries i bars per als residents, mentre que el pati de la mesquita allotjava venedors de texts i rosaris per als visitants i pelegrins.
A partir de mitjans del segle xx, els residents amb major riquesa van començar a comprar cases en la part asiàtica de la ciutat o en l'altre costat del Bòsfor, ja que aquest estava cada vegada més contaminat a causa del desenvolupament industrial. La zona industrial es va expandir amb la construcció de les principals carreteres a través d'Eyüo i els jardins i camps de flors d'Alibeyköy van desaparèixer.

## Eyüp en l'actualitat

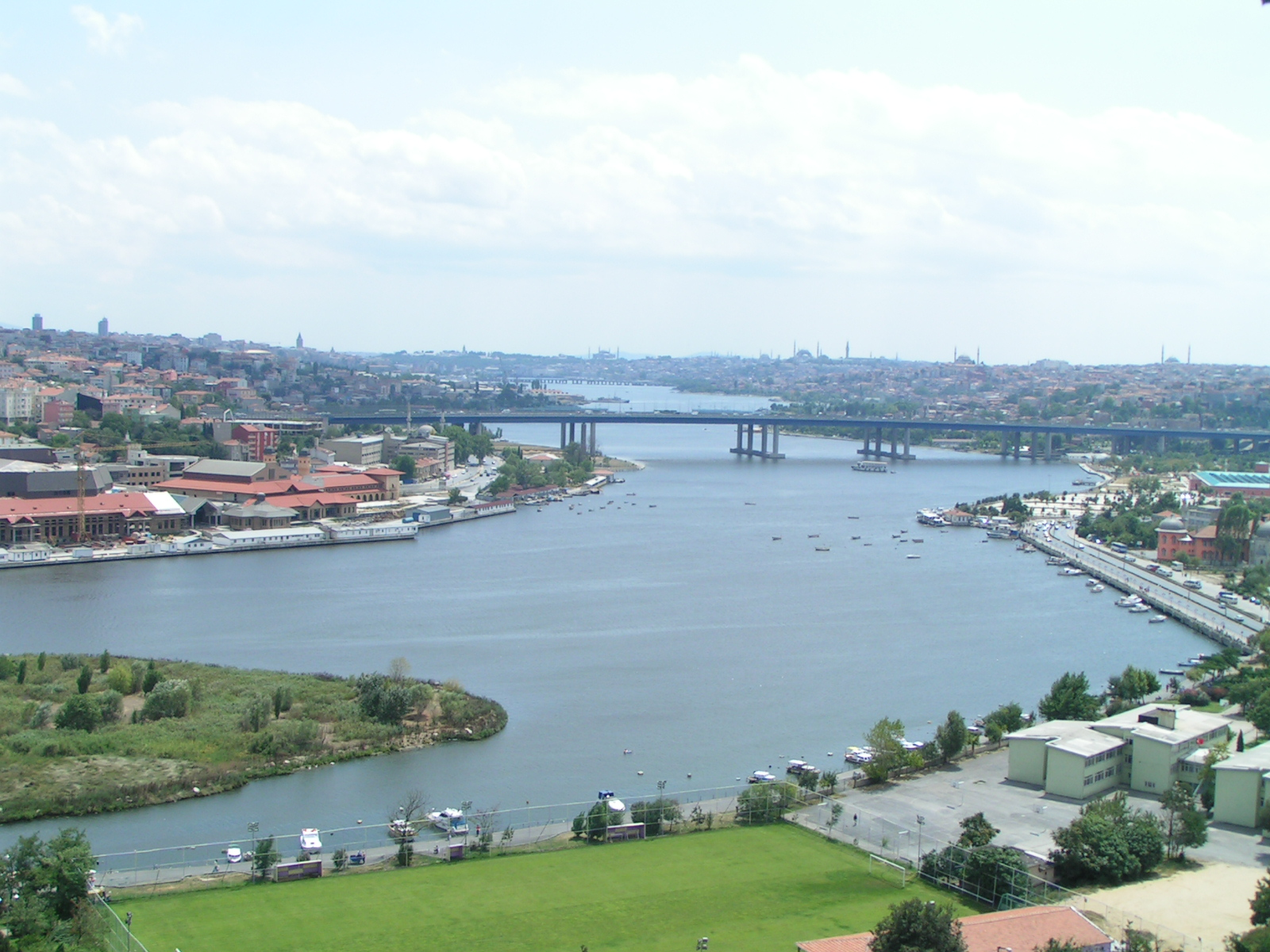
Vista del Corn d'Or des d'Eyüp.

En les últimes dècades, moltes de les fàbriques han tancat les seves portes o han estat netejades, el Corn d'Or ja no fa olor i és possible asseure's a la vora de l'estuari. També s'han instal·lat nombroses famílies conservadores musulmanes a la zona.
La Mesquita d'Eyüp Sultan atreu turistes que visiten Istanbul, així com nombrosos pelegrins.

## Divisió administrativa

### Mahalleler
Akşemsettin  ·  Alibeyköy  ·  Cuma  ·  Çırçır  ·  Defterdar  ·  Düğmeciler  ·  Emniyettepe  ·  Esentepe  ·  Göktürk  ·  Güzeltepe  ·  İslambey  ·  Karadolap  ·  Merkez  ·  Mimarsinanpaşa  ·  Mithatpaşa  ·  Nişanca  ·  Sakarya  ·  Silahtarağa  ·  Topçular  ·  Yenimahalle  ·  Yeşilpınar

### Barris
Edirnekapı  ·  Kemerburgaz  ·  Otakçılar  ·  Rami